# Kevan George
Kevan Leon George (Roxborough, 30 januari 1990) is een voetballer uit Trinidad en Tobago die bij voorkeur als middenvelder speelt. In 2012 tekende hij een contract bij Columbus Crew.

## Clubcarrière
George werd in de tweede ronde van de MLS SuperDraft 2012 als negenentwintigste gekozen door Columbus Crew. Op 26 mei 2012 maakte hij tegen Chicago Fire zijn debuut in de Major League Soccer. In de seizoenen 2012, 2013 en 2014 was George voornamelijk een reservespeler en kwam hij in die drie seizoenen in totaal in 22 competitiewedstrijden in actie. Op 12 maart 2014 werd hij verhuurd aan de Dayton Dutch Lions. Met Dayton speelde George zeven wedstrijden op het derde competitieniveau van de Verenigde Staten. Voor het seizoen 2015 keerde hij terug naar Columbus Crew en op 14 maart 2015 speelde hij weer zijn eerste duel voor de club in de MLS tegen Toronto FC (2–0): in de 76ste minuut verving hij de Zweed Mohammed Saied en kreeg hij negen minuten later van arbiter David Gantar een gele kaart.

## Interlandcarrière
Op 5 september 2013 maakte Kevan George zijn debuut in het voetbalelftal van Trinidad en Tobago in een vriendschappelijke interland tegen de Verenigde Arabische Emiraten (3–3 gelijkspel). Na 81 minuten speeltijd verving hij Khaleem Hyland bij een 1–3 achterstand. In november 2014 speelde George met Trinidad en Tobago de finale van de Caribbean Cup 2014 tegen Jamaica; de Jamaicanen wonnen na strafschoppen. Door de finaleplaats kwalificeerde het land zich wel voor de CONCACAF Gold Cup 2015, waarvoor George in juni 2015 werd opgeroepen door bondscoach Hart.